# Sætstykke
Et sætstykke er en stående del af en
teaterdekoration, som ved hjælp af stivere kan
anbringes omkring på scenegulvet. Malede sætstykker
afløses nu ofte af plastiske sætstykker,
da disse, for eksempel når de forestiller buske og træer, gør et
mere naturtro indtryk på tilskueren.